# Лесниково (Гусь-Хрустальный район)
Лесниково — деревня в Гусь-Хрустальном районе Владимирской области России, входит в состав муниципального образования «Посёлок Золотково».

## География
Деревня расположена в 11 км на север от центра поселения посёлка Золотково и в 29 км на восток от Гусь-Хрустального близ автодороги 17Н-27 Гусь-Хрустальный - Купреево.

## История
В XIX и первой четверти XX века деревня входила в состав Заколпской волости Меленковского уезда. В 1859 году в деревне числилось 59 дворов, в 1905 году — 89 дворов.
С 1929 года деревня являлась центром Лесниковского сельсовета Гусь-Хрустального района, с 2005 года деревня в составе муниципального образования «Посёлок Золотково». 

## Население
| 1859 | 1905 | 1926 | 2002 | 2010 | 2021 |
| ---- | ---- | ---- | ---- | ---- | ---- |
| 330  | ↗446 | ↗664 | ↘441 | ↘399 | ↘397 |

## Инфраструктура
В деревне имеются библиотека (с 1935 г. в здании клуба), Лесниковская основная общеобразовательная школа (образована в 1931 году), детский сад №29, фельдшерско-акушерский пункт, сельский клуб, отделение федеральной почтовой связи, участковый пункт полиции.  